# Rubén Sobrino
Rubén Sobrino Pozuelo (ur. 1 czerwca 1992 w Daimiel) – hiszpański piłkarz występujący na pozycji napastnika w hiszpańskim klubie Valencia CF. Były młodzieżowy reprezentant Hiszpanii.

## Kariera klubowa
W lipcu 2008 roku 16-letni wówczas Sobrino dołączył do młodzieżowej akademii Realu Madryt. W sezonie 2011/12 rozegrał pierwszy mecz w seniorskim futbolu, zmieniając Frana Sola w 77. minucie zremisowanego 0:0 spotkania Realu Madryt C z Rayo Majadahonda. W kolejnych rozgrywkach zadebiutował w Segunda División B, wychodząc w podstawowym składzie na zremisowany 1:1 mecz z Caudal Deportivo.
26 maja 2013 roku Sobrino zanotował swój pierwszy występ w barwach Realu Madryt Castilla, zmieniając Jesé Rodrígueza w 90. minucie zremisowanego 1:1 spotkania z Elche CF. 7 sierpnia 2014 roku, po spadku Castilli do niżej ligi, przeszedł do drużyny SD Ponferradina.
28 sierpnia 2015 roku Sobrino został zawodnikiem angielskiego Manchesteru City, który zapłacił za niego 275 tysięcy euro oraz 200 tysięcy euro zmiennych. Od razu po transferze został wypożyczony na rok do Girony.